# Akermes verrucosus
Akermes verrucosus är en insektsart som först beskrevs av Victor Antoine Signoret 1873.  Akermes verrucosus ingår i släktet Akermes och familjen skålsköldlöss.
Artens utbredningsområde är Uruguay. Inga underarter finns listade i Catalogue of Life.